# 威滕伯格 (密蘇里州)
威滕伯格（英語：Wittenberg）是位於美國密蘇里州佩里縣的非建制地區。

## 歷史
威滕伯格的郵局於1862年設立，其後於1996年停運。

## 地理
威滕伯格所處的海拔為高於海平面108米（即354英呎），而該地所採用的時區為UTC-6，即北美中部時區（CST）。同時該地設有夏令時間，為UTC-6調快一小時，即UTC-5（CDT）。